# Savitar (cómic)
Savitar es un supervillano de ficción publicado por DC Comics. Un velocista inmensamente poderoso que lidera un culto dedicado a la Fuerza de la Velocidad, ha luchado contra Wally West, Jay Garrick y Barry Allen.
El personaje apareció en la serie de televisión de acción en vivo de The CW The Flash durante la tercera temporada, con la voz de Tobin Bell e interpretado por Grant Gustin.

## Historial de publicaciones
Savitar apareció por primera vez en Flash (vol. 2) # 108 (diciembre de 1995), y fue creado por Mark Waid y Oscar Jiménez.

## Biografía ficticia
Savitar fue originalmente un piloto sin nombre de una nación del tercer mundo que iba a probar un avión de combate supersónico durante la Guerra Fría. Cuando alcanzó la velocidad máxima, su avión fue alcanzado por lo que parecía ser un rayo y cayó en territorio hostil. Al descubrir que podía derrotar al enemigo moviéndose a gran velocidad, se obsesionó, se nombró a sí mismo como el "dios del movimiento" hindú Savitar y dedicó su vida a descubrir sus secretos. Mientras estudiaba, Savitar descubrió nuevos poderes que ningún otro velocista viviente ha dominado. Puede protegerse a sí mismo en un campo de fuerza de nula inercia, dar velocidad y energía cinética a objetos o personas, incluso aquellos en "estado de reposo", y también podría curar sus propias heridas casi instantáneamente.
La obsesión de Savitar ganó seguidores y se convirtió en el líder de una secta. En busca de más conocimiento, buscó al único héroe de supervelocidad que operaba en ese momento: Johnny Quick. Este encuentro se convirtió en una batalla, cuya marea cambió con la llegada de Max Mercury, lo que llevó a Savitar hacia la Fuerza de la Velocidad, pero provocando que rebotara, ambos velocistas fueron lanzados hacia adelante en el tiempo. Emergiendo de la corriente temporal antes de Savitar, Max Mercury se convirtió en mentor de los varios miembros de la familia Flash y otros velocistas, preparándolos en secreto para el día en que Savitar saldría de la corriente temporal.
Reapareciendo décadas después, Savitar descubrió que su culto había crecido en su ausencia, esperando su regreso. Reclutó a la exmiembro de Blue Trinity Lady Flash (Christina Alexandrova), y descubrió una forma de usar la velocidad de la mujer para desviar toda la energía de Fuerza de la Velocidad a su propio ejército de ninjas. Luego buscó eliminar a la competencia: Flash (Wally West), Impulso, Golden Age Flash (Jay Garrick), Johnny Quick, Jesse Quick, XS y Max Mercury.
La conexión directa de Speed Force de Wally impidió que Savitar le robara la velocidad, y una coalición de casi todos los velocistas (excepto Trinidad Roja) frustró sus planes. Empeñado en al menos destruir el mundo de Flash en represalia, Savitar llevó a Wally a una carrera mundial de destrucción, hasta que Flash decidió darle a Savitar lo que quería: la unión con Fuerza de la Velocidad. Su encuentro anterior le había demostrado que los otros que habían llegado antes se ocuparían de Savitar como mejor les pareciera.
En la miniserie The Flash Rebirth, Savitar pudo escapar de Fuerza de la Velocidad. Fue atropellado por Flash (Barry Allen) pero Savitar se desintegra cuando Flash lo toca, dejando solo un montón de huesos. Se revela que el Profesor Zoom alteró la conexión Fuerza de la Velocidad de Barry para hacer que el Flash cambiara a la inversa, maldito para matar a todos los usuarios de la Fuerza de la Velocidad con un solo toque hasta que se produjera un conflicto entre Flash y Zoom. Savitar, Lady Savitar (Christina Alexandrova) y Johnny Quick han muerto por este efecto.
En septiembre de 2011, The New 52 reinició la continuidad de DC donde partes del origen de Savitar se utilizan en el origen de Top.
En DC Rebirth, Troia (una versión de Donna Troy de un futuro alternativo) recuerda que Wally fue asesinado por Savitar o Hermano Sangre en ese momento.

## Poderes y habilidades
Savitar puede moverse a gran velocidad y puede prestar o robar velocidad a los objetos en movimiento. Ha acelerado la curación debido al aumento del metabolismo y puede generar un campo de fuerza de inercia completo.

## En otros medios

### Televisión
Una versión muy adaptada de Savitar aparece en la serie de televisión de acción en vivo de The CW, The Flash, como el principal antagonista de la tercera temporada, con la voz de Tobin Bell e interpretado por Grant Gustin. El especialista Andre Tricoteux interpretó la armadura motorizada de Savitar, Tom Felton interpretó al avatar del Doctor Alquimia de Savitar, y tanto Nicholas Gonzalez como Vanessa A. Williams interpretaron personificaciones de Dante Ramon y Francine West respectivamente.
En la tercera temporada, Savitar es un remanente de Barry Allen en el futuro, quien en el futuro lo rechazó porque no era el verdadero Barry Allen, que había quedado atrapado en la Fuerza de la Velocidad. En el presente, después de que Barry borró la línea de tiempo de "Flashpoint", Savitar usa al CSI de Central City Julian Albert para convertirse en su sirviente "Alchemy" y restaurar los poderes metahumanos de aquellos que incluyen a Edward Clarris \ The Rival desde Flashpoint usando un antiguo hindú artefacto llamado "el Brahmastra" también conocido como Piedra filosofal hasta que fue derrotado por el Equipo Flash. El equipo Flash usa a Julian para contactar a Savitar usando la piedra, quien revela el conocimiento y los secretos del equipo, y el equipo descubre que Savitar ha sido atrapado en la Fuerza de la Velocidad y que la piedra está hecha de energía de Fuerza de la Velocidad calcificada. Savitar atrae a Wally West para que lo atrape en la Fuerza de la Velocidad para que se libere. Barry luego rescata a Wally con la ayuda de Jay Garrick, quien voluntariamente toma el lugar de Wally como prisionero. Después de darse cuenta de que Savitar es él mismo, Barry va a confrontarlo. Savitar revela sus orígenes y que utilizó la historia para convertirse en un mito, como "el primer hombre al que se le concedió la velocidad". Savitar planea matar a Iris West-Allen para hacer que Barry sufra de la misma manera que él, pero el Equipo Flash evita que eso suceda cuando HR Wells se sacrifica disfrazándose como Iris usando su transfigurador facial de la Tierra 19. Debido a esto, Savitar secuestra a Cisco Ramon para crear un empalmador cuántico interdimensional que le permitirá dispersarse a lo largo del tiempo y protegerlo de la paradoja que lo amenaza. Barry luego se enfrenta a Savitar nuevamente, quien usa el empalmador que en realidad fue modificado en una llave maestra para liberar a Jay. Finalmente, Iris dispara fatalmente a Savitar, finalmente borrándolo de la línea de tiempo. En la quinta temporada, se muestra a Savitar cuando Barry y su futura hija Nora West-Allen viajan de regreso a la pelea final para agarrar una pieza de la armadura de Savitar.